# Carlo Pavone
Carlo Pavone (Torchiara, 30 giugno 1823 – Torchiara, 25 gennaio 1899) è stato un patriota italiano.

## Biografia
Appartenente ad una nobile e agiata famiglia cilentana, Carlo fu un patriota italiano e partecipò ai moti del 1848 organizzando varie rivolte anti-borboniche. Dopo l'unità d'Italia partecipò attivamente alla vita politica del paese candidandosi numerose volte con la destra storica al parlamento italiano. Sopravvisse a un attentato a Vatolla nel settembre 1861.